# Mauricio Rivas
Pour les articles homonymes, voir Rivas.
Mauricio Rivas-Nieto, né le 1er juin 1964 à Cali, est un escrimeur colombien. Il est le premier, et encore le seul escrimeur de son pays à recevoir une médaille aux championnats du monde d'escrime, en 1995 à La Haye. 
Aux Jeux panaméricains, il glane quatre médailles par équipes entre 1987 et 1999. Il a aussi représenté la Colombie aux Jeux olympiques d'été de 1988, 1992, 1996 et 2000. Il figure systématiquement parmi les seize meilleurs tireurs, atteignant les quarts de finale en 1992. Battu par l'Estonien Kaido Kaaberma, il finit à une honorable septième place.

## Palmarès
- Championnats du monde d'escrime
  -  Médaille de bronze aux championnats du monde d'escrime 1995 à La Haye

- Jeux panaméricains
  -  Médaille d'argent par équipes aux Jeux panaméricains de 1987 à Indianapolis
  -  Médaille de bronze par équipes aux Jeux panaméricains de 1991 à La Havane
  -  Médaille de bronze par équipes aux Jeux panaméricains de 1995 à Mar del Plata
  -  Médaille de bronze par équipes aux Jeux panaméricains de 1999 à Winnipeg